# Amusie
Amusie is het ontbreken van muzikaal gehoor. Het verschijnsel komt voor in vele vormen, die niet noodzakelijk gelijktijdig voorkomen, zodat het met een gedeeltelijke amusie nog mogelijk is om een muziekbeleving te hebben. In andere gevallen wordt muziek niet als zodanig beleefd, maar ervaren als onaangenaam geluid. Amusie hoeft daarbij geen invloed te hebben op spraakherkenning of de waarneming van omgevingsgeluiden. Te onderscheiden zijn onder meer:
- melodiedoofheid
- toondoofheid
- ritmedoofheid
- dysmelodie
- dysmusie.

Een connotatie van toondoof is sociale toondoofheid. Sociale toondoofheid wordt gebruikt om ongevoeligheid voor sociale normen en emoties weer te geven. Deze connotatie wordt zowel in het Nederlands als Engels gebruikt.